# Trédion
Trédion é uma comuna francesa na região administrativa da Bretanha, no departamento Morbihan. Estende-se por uma área de 25,74 km². Em 2010 a comuna tinha 1 312 habitantes (densidade: 51 hab./km²).